# Большакова, Мария Николаевна
Мария Николаевна Большакова (1911—1996) — животновод, Герой Социалистического Труда (1966).

## Биография
Мария Большакова родилась 19 сентября 1911 года в деревне Смольяны (ныне — Оршанский район Витебской области Белоруссии). С 1919 года вместе с семьёй проживала в деревне Теренино Ельнинского района Смоленской области, где окончила начальную школу и работала в местном совхозе. В 1934—1938 годах Большакова была бригадиром крупного рогатого скота молочно-товарной фермы совхоза «Первомайский» в Руднянском районе. В 1938 году она окончила курсы зоотехников, после чего работала в Руднянской городской ветеринарной лечебнице. В годы Великой Отечественной войны оказалась в оккупации, была угнана на работу в Германию. В 1945 году вернулась на родину, работала в колхозах и совхозах.
С 1947 по 1979 год Большакова работала бригадиром свиноводческой фермы совхоза «Кайдаковский» Вяземского района Смоленской области. За время своей работы она добилась высоких показателей в увеличении производства мяса и сохранении поросят.
Указом Президиума Верховного Совета СССР от 22 марта 1966 года за «большие заслуги в развитии животноводства, увеличении производства мяса» Мария Большакова была удостоена высокого звания Героя Социалистического Труда с вручением ордена Ленина и медали «Серп и Молот».
В 1981 году Большакова вышла на пенсию. Умерла в 1996 году, похоронена в деревне Кайдаково Вяземского района.
Был также награждён орденом Трудового Красного Знамени (1971) и рядом медалей.